# Buick Electra
Buick Electra/Electra 225 es un automóvil de turismo del segmento F desarrollado por General Motors.
El nombre 225 corresponde al número de pulgadas que mide la longitud del vehículo. Justo este modelo es el más lujoso de la gama Buick Riviera teniendo la versión de 4 puertas un acabado interior más lujoso.
El Buick Park Avenue se considera el sucesor de este modelo.
| Máquina   | Características                               |
| --------- | --------------------------------------------- |
| 1959-1966 | Wildcat 445 401 pc V8                         |
| 1964-1966 | Wildcat 465/Super Wildcat 425 pc opcional     |
| 1967-1969 | Buick V8 430 pc (7 L)                         |
| 1970-1976 | Buick V8 455 pc (7.5 L)                       |
| 1976-1980 | Buick V8 350 pc (5.7 L)                       |
| 1977-1980 | Oldsmobile 403 pc (5.7 L)                     |
| 1980-1984 | Buick V6 4.1 L                                |
| 1985-1990 | Buick V6 3/3.8 L                              |
| 1985-1990 | Oldsmobile V6 4.3 L diesel                    |
| 1986-1990 | Buick V6 4.1 L (sólo con modelos de tracción) |

## Galería

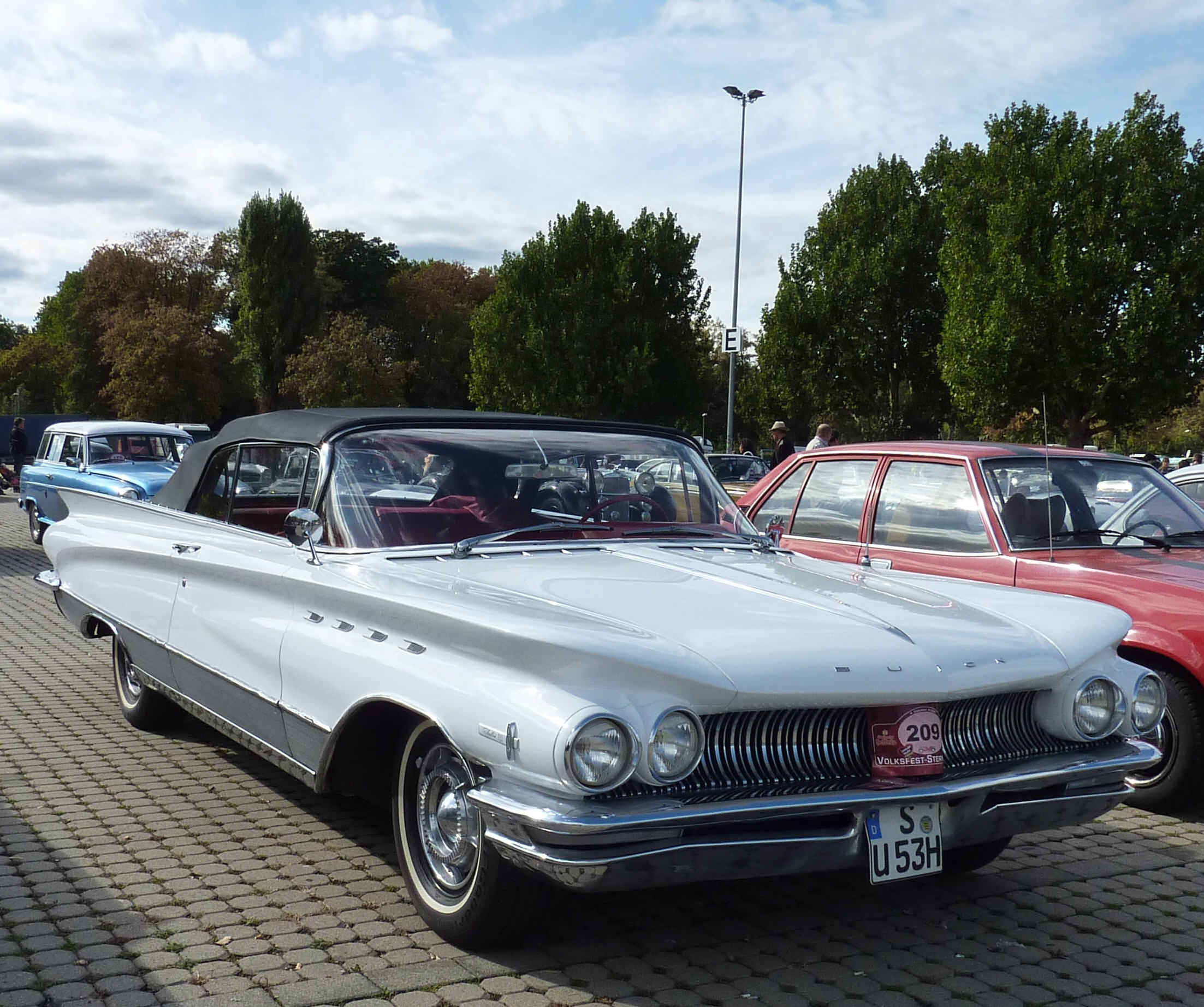
Buick Electra 1ª generación (1959-1960)
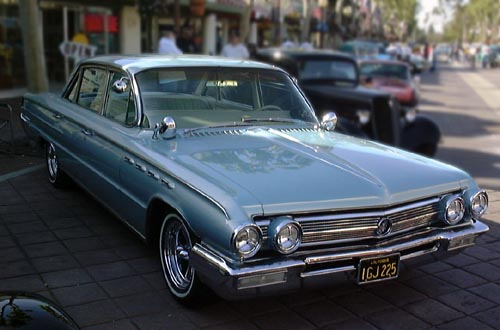
Buick Electra 2ª generación (1961-1964)
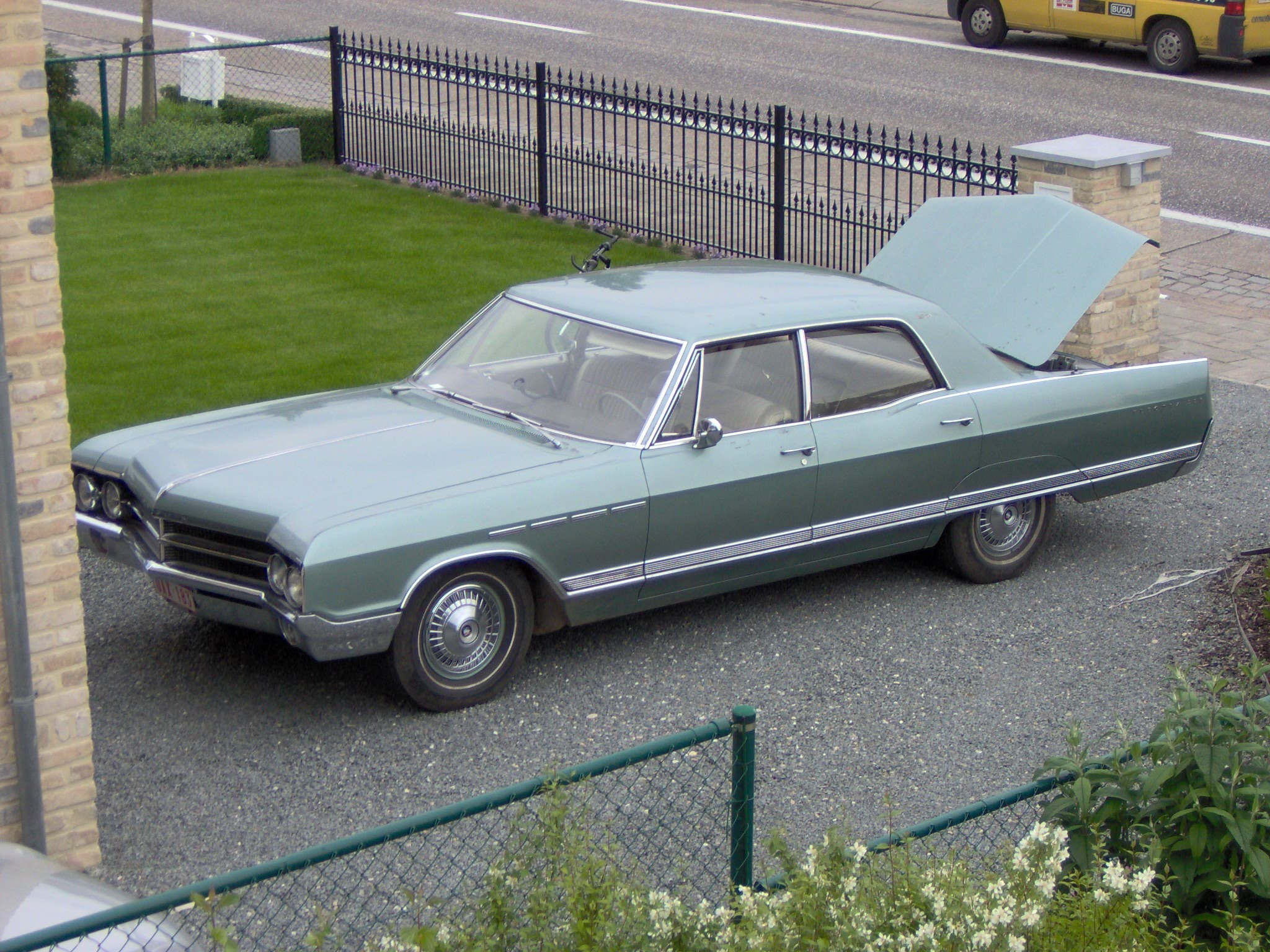
Buick Electra 3ª generación (1965-1970)
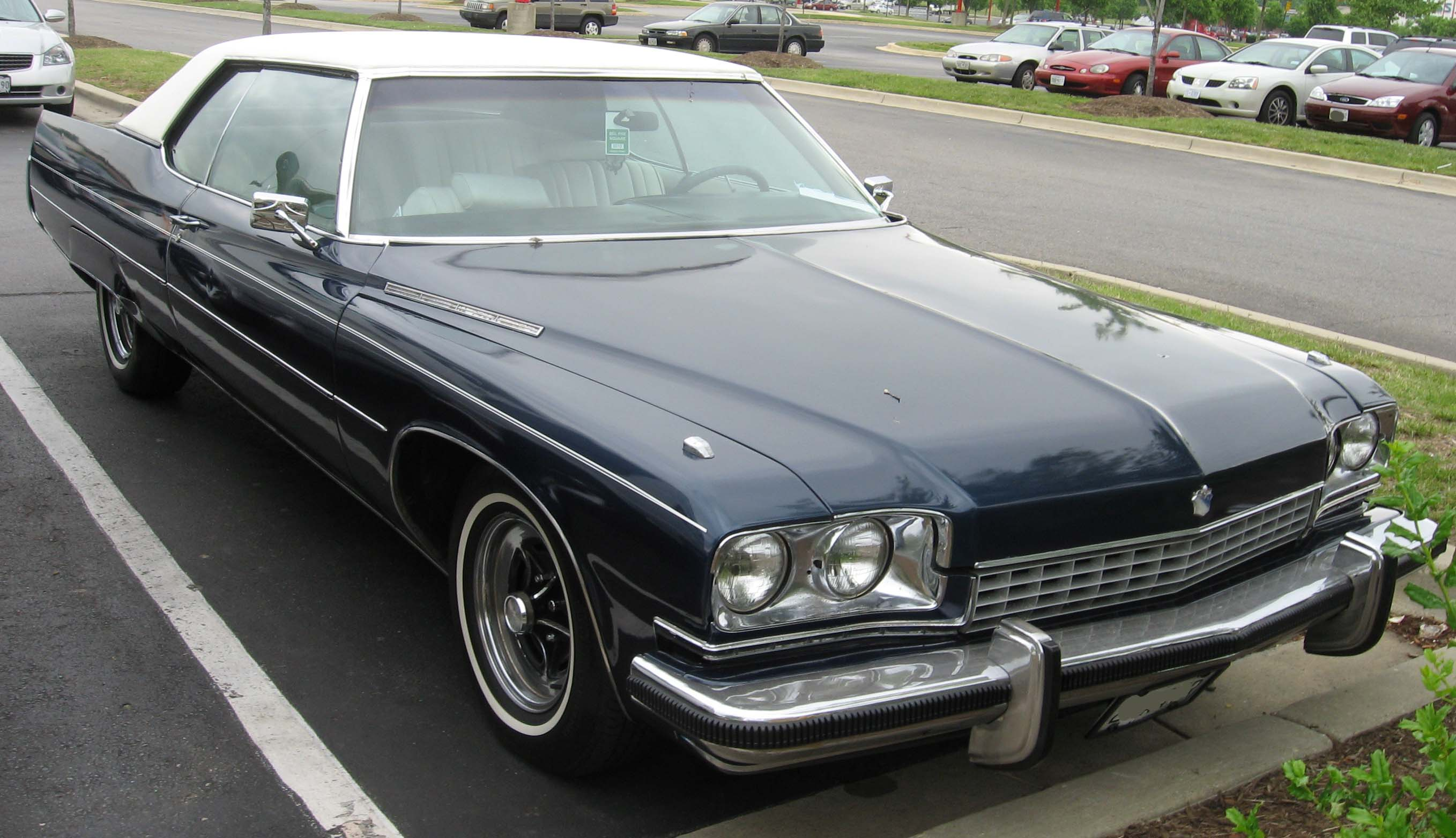
Buick Electra 4ª generación (1971-1976)
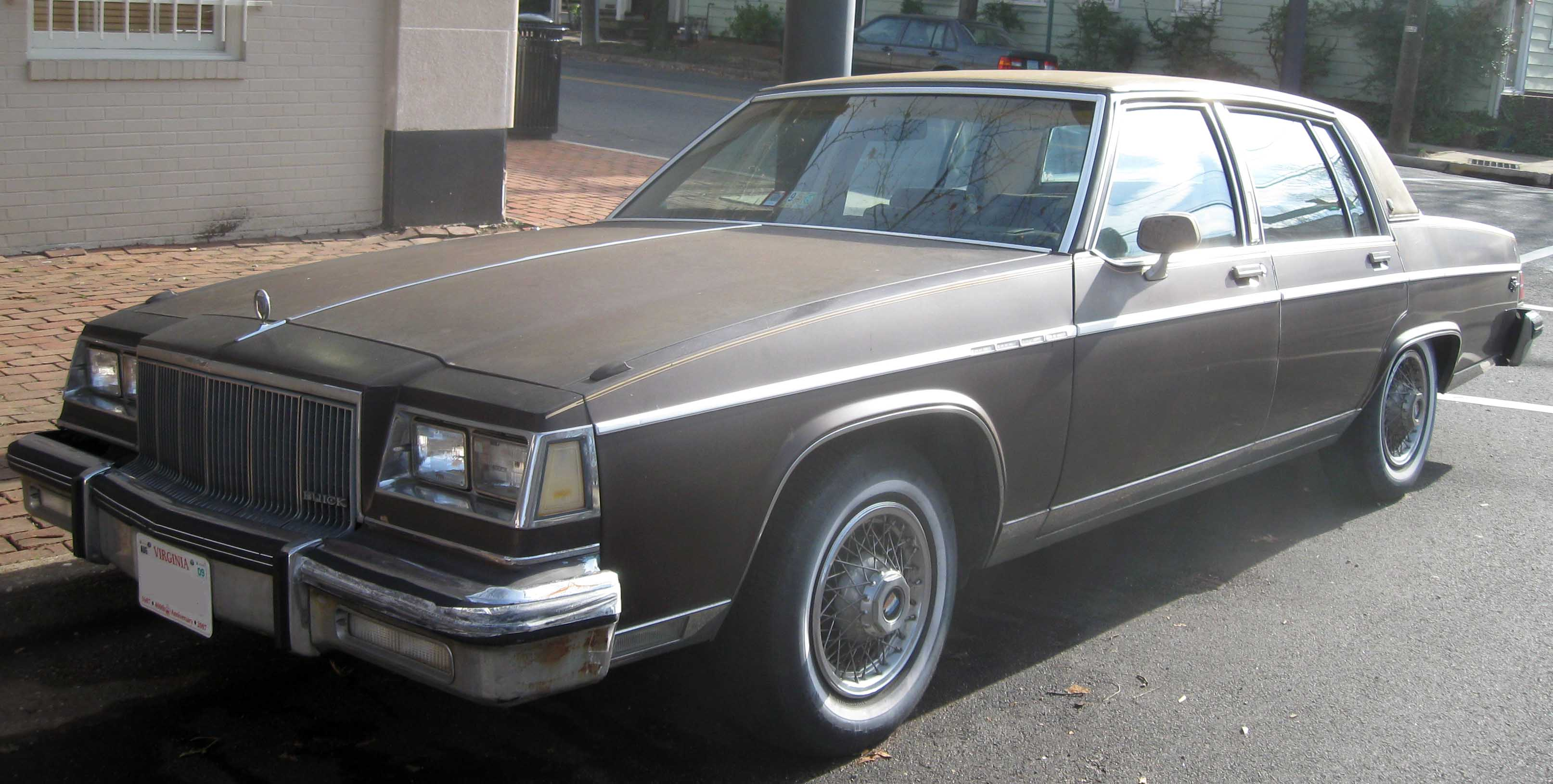
Buick Electra 5ª generación (1977-1984)
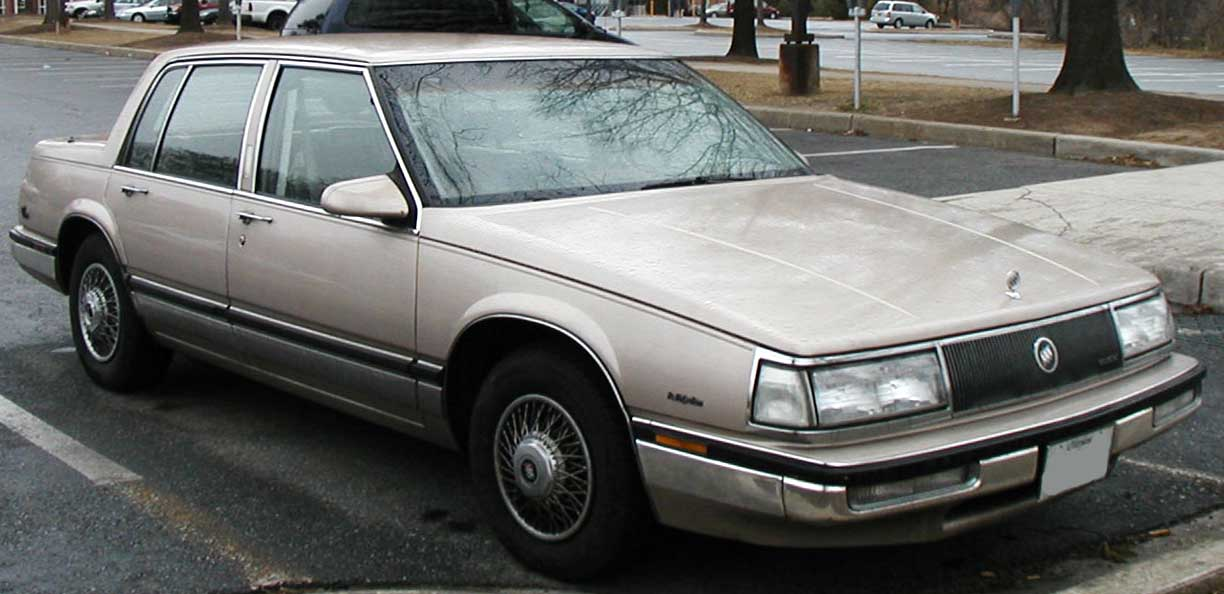
Buick Electra 6ª generación (1985-1990)